# C小調
c小調是從C音開始的音樂的小調，組成的音有C、D、降E、F、G、降A、降B及C。c小調是一個有三個降號的調。
它的關係調是降E大調，並行大調是C大調。